# Braunschweiger Straße 74 (Magdeburg)

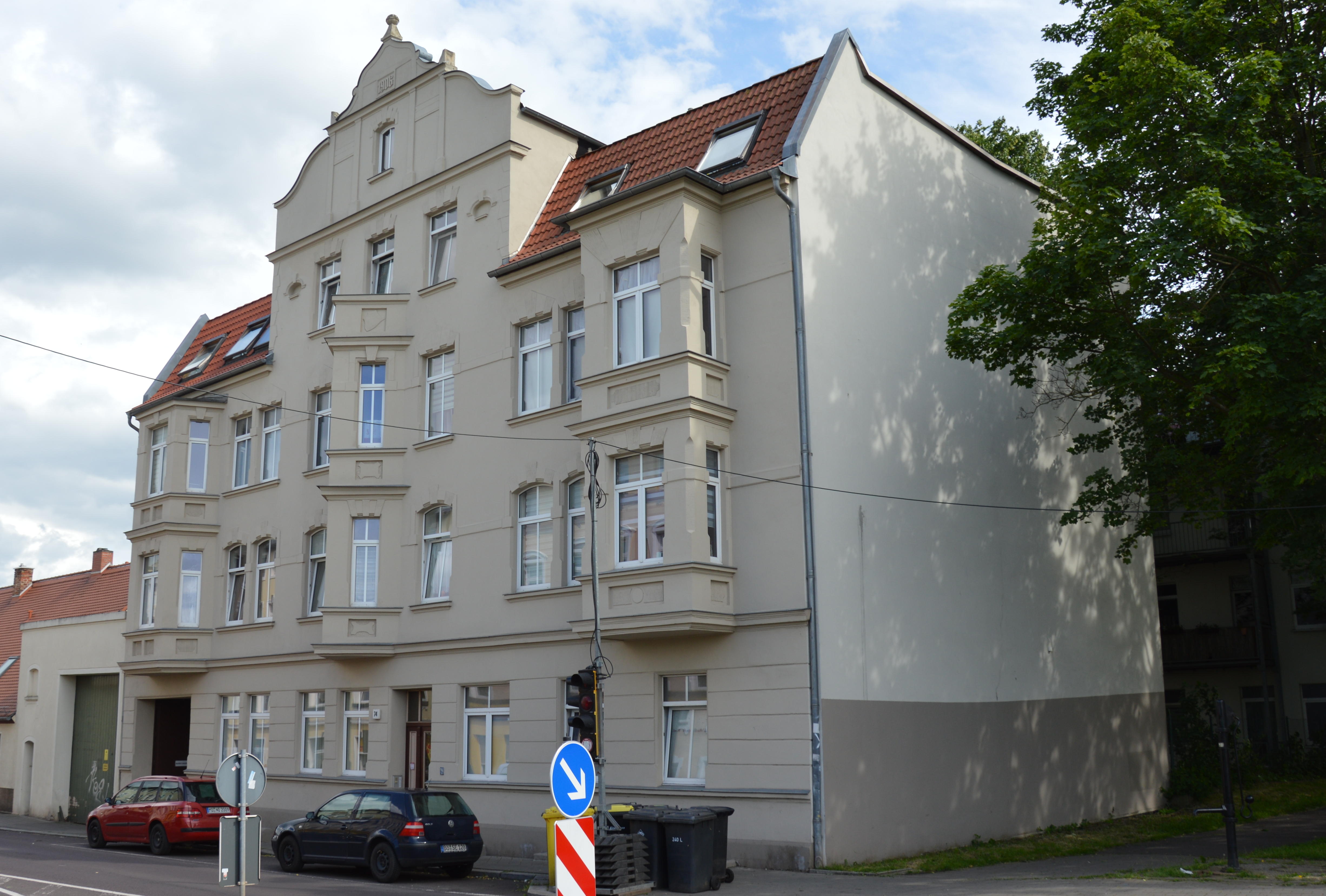
Braunschweiger Straße 74

Das Haus Braunschweiger Straße 74 ist ein denkmalgeschütztes Wohn- und Geschäftshaus in Magdeburg in Sachsen-Anhalt.

## Lage
Es befindet sich auf der Südseite der Braunschweiger Straße, östlich der Einmündung des Kroatenwegs im Magdeburger Stadtteil Sudenburg.

## Architektur und Geschichte
Der große dreigeschossige verputzte Bau entstand im Jahr 1906. Die Fassade ist mit Ornamenten im Stil der Neorenaissance verziert und durch drei unterschiedlich ausgeführte Erker geprägt. In der Mitte der Fassade besteht dabei vor den beiden Obergeschossen ein dreieckig ausgeführter Erker. Die Mitte des Gebäudes wird durch ein breites Zwerchhaus betont, das von einem Schweifgiebel bekrönt wird. Die Gestaltung des Giebels orientiert sich an historischen Bauten der Magdeburger Altstadt aus dem 17. Jahrhundert.
Im Denkmalverzeichnis für Magdeburg ist das Wohn- und Geschäftshaus unter der Erfassungsnummer 094 81937 als Baudenkmal verzeichnet.
Das Gebäude gilt als prägend für das Straßenbild und kulturell-künstlerisch beachtlicher Bau der Gründerzeit.